# Jennifer Gillom
Jennifer Gillom (née le 13 juin 1964 à Abbeville, Mississippi, États-Unis) est une joueuse américaine de basket-ball en WNBA. Avec la sélection des États-Unis, elle remporte un titre olympique aux Jeux olympiques de Séoul et deux titres de championne du monde. À la suite de sa carrière de joueuse, elle connait une carrière d'entraîneur, d'abord en universitaire, puis en tant qu'en assistante et enfin en tant qu'entraîneuse en chef, avec le Lynx du Minnesota puis les Sparks de Los Angeles.

## Biographie
Elle effectue sa carrière universitaire à l'université du Mississippi. Durant ses quatre saisons jouées avec les Rebels d'Ole Miss, elle dispute chaque année le tournoi final de la National Collegiate Athletic Association (NCAA), atteignant à deux reprises, en 1985, 1986, le Elite Eights, finale régionale soit l'équivalent d'un quart de finale, et deux Sweet Sixteens en 1983 et 1984. Elle est nommée SEC Female Athlete of the Year (joueuse de l'année de la Southeastern Conference) de l'année 1986, et Kodak All-America de la même année. Le bilan des Rebels d'Ole Miss durant son passage dans l'université est de 103 victoires, 23 défaites et de trois titres de la conférence.
Gillom rejoint le Mercury de Phoenix en 1996 avec qui elle évolue jusqu'en 2002. Elle remporte le Kim Perrot Sportsmanship Award lors de sa dernière saison avec Phoenix. Elle dispute ensuite une saison avec les Sparks de Los Angeles. Durant sa carrière WNBA, elle termine à trois reprises dans le Top 10 à la moyenne de points : cinquième lors de la saison inaugurale, puis seconde en l'année suivante derrière Cynthia Cooper et enfin neuvième en 1999. Elle est également cinquième en 1998 à la moyenne de rebonds avec 7,3 prises par match. Elle figure à deux reprises dans les équipes All-WNBA : dans la All-WNBA Second Team, second cinq, en 1997 et dans la All-WNBA First Team, premier cinq, en 1998. Elle participe au premier WNBA All-Star Game, en 1999.
Gillom évolue également en Europe, principalement en Italie où elle joue pour Ansona, Messina, Milan et Taranto, en Grèce et en Turquie. Dans ce dernier pays, elle évolue avec le Galatasaray, club avec lequel elle remporte le championnat et la coupe de Turquie.
Elle obtient plusieurs titres avec l'équipe des États-Unis, dont un titre olympique aux Jeux olympiques de Séoul. Durant cette compétition, elle dispute quatre rencontres, inscrivant un total de 11 points et captant 9 rebonds sur la compétition. Elle participe également aux deux victoires de la sélection américaine aux championnats du monde 1986 et 2002. Elle remporte deux autres médailles d'or avec les États-Unis, lors des Jeux panaméricains de 1987 et aux jeux universitaires 1985.
Gillom devient entraîneur de l'équipe du lycée Xavier College Preparatory à Phœnix. Son bilan à la tête de cette équipe, qu'elle dirige de 2004 à 2010, est de 117 victoires pour 27, avec quatre participations au tournoi de l'état et un titre régional. Elle est également récompensée à titre individuel de quatre titres régional d'entraîneur de l'année.
En 2008, elle devient entraîneuse-assistant du Lynx du Minnesota, puis entraîneur principal en 2009. Sa première saison à la tête d'une équipe WNBA se solde par un bilan de 14 victoires et 20 défaites ce qui s'avère insuffisant pour obtenir une qualification en play-offs. 
L'année suivante, elle dirige les Sparks de Los Angeles, saison qui se conclut par une défaite au premier tour des play-offs face à Seattle. Elle est également assistant coach de l'équipe nationale américaine, dirigée par Geno Auriemma, au Mondial 2010. Les Américaines remportent le titre en battant en finale la République tchèque sur le score de 89 à 69. Elle est remplacée sur le banc des Sparks par son assistant Joe Bryant le 12 juillet 2011.
En septembre 2015, elle effectue son retour au lycée Xavier College Preparatory de Phœnix.

## Distinctions personnelles
- Trophée Kim Perrot de la sportivité 2002
- Meilleur cinq de la WNBA (1998)
- Second meilleur cinq de la WNBA (1997)

## Statistiques WNBA
| saison   | Club     | Match | Match | Min  | 2pts (%) | 2pts (%) | 2pts (%) | 3pts (%) | 3pts (%) | 3pts (%) | LF (%) | LF (%) | LF (%) | Rebonds | Rebonds | Rebonds | Pd  | Int | C   | BP  | F   | Points | Points |
| saison   | Club     | J     | D     | Min  | R        | T        | %        | R        | T        | %        | R      | T      | %      | RO      | RD      | T       | Pd  | Int | C   | BP  | F   | T      | Moy.   |
| -------- | -------- | ----- | ----- | ---- | -------- | -------- | -------- | -------- | -------- | -------- | ------ | ------ | ------ | ------- | ------- | ------- | --- | --- | --- | --- | --- | ------ | ------ |
| 1997     | PHO      | 28    | 28    | 31,2 | 5,8      | 13,4     | 43,4     | 0,7      | 2,3      | 30,8     | 3,4    | 4,3    | 77,7   | 1,6     | 3,8     | 5,4     | 0,8 | 1,3 | 0,5 | 2,1 | 3,3 | 440    | 15,7   |
| 1998     | PHO      | 30    | 30    | 32,1 | 7,6      | 16,4     | 46,3     | 1,0      | 2,7      | 37,8     | 4,6    | 6,5    | 70,3   | 2,1     | 5,2     | 7,3     | 1,4 | 1,7 | 0,3 | 3,0 | 3,1 | 624    | 20,8   |
| 1999     | PHO      | 32    | 32    | 34,2 | 5,1      | 13,4     | 38,1     | 0,6      | 2,3      | 25,0     | 4,4    | 5,5    | 79,7   | 1,7     | 4,1     | 5,8     | 1,7 | 1,2 | 0,2 | 2,7 | 3,3 | 485    | 15,2   |
| 2000     | PHO      | 30    | 30    | 27,5 | 4,6      | 10,5     | 44,0     | 0,6      | 2,3      | 27,5     | 2,6    | 3,5    | 74,5   | 1,0     | 2,8     | 3,9     | 1,5 | 0,7 | 1,0 | 2,0 | 3,0 | 376    | 12,5   |
| 2001     | PHO      | 32    | 32    | 26,8 | 4,7      | 11,1     | 42,3     | 0,8      | 2,2      | 34,3     | 2,2    | 3,0    | 74,0   | 1,1     | 2,8     | 4,0     | 1,1 | 1,0 | 0,6 | 2,2 | 2,8 | 395    | 12,3   |
| 2002     | PHO      | 31    | 31    | 28,2 | 5,4      | 12,9     | 41,5     | 1,2      | 3,0      | 38,7     | 3,4    | 4,2    | 80,2   | 1,2     | 2,6     | 3,7     | 1,2 | 0,9 | 0,7 | 2,0 | 2,9 | 473    | 15,3   |
| 2003     | LAS      | 33    | 10    | 12,0 | 1,2      | 2,9      | 41,2     | 0,2      | 0,8      | 26,9     | 0,5    | 0,6    | 76,2   | 0,5     | 1,1     | 1,7     | 0,6 | 0,5 | 0,1 | 0,3 | 2,0 | 103    | 3,1    |
| Carrière | Carrière | 216   | 193   | 27,3 | 4,9      | 11,4     | 42,6     | 0,7      | 2,2      | 32,5     | 3,0    | 3,9    | 75,9   | 1,3     | 3,2     | 4,5     | 1,2 | 1,0 | 0,5 | 2,0 | 2,9 | 2 896  | 13,4   |